# Warrior Sailor Nurse
Warrior Sailor Nurse (美少女戦士セーラーナース) es una película japonesa, del 8 de junio de 2007, producida por Zen Pictures. Es una película del género tokusatsu, de acción y aventuras, con artes marciales, dirigido por Kotaro Ishikawa, y protagonizada por Ako Fujiwara.
El idioma es en japonés, pero también está disponible con subtítulos en inglés, en DVD o descargable por internet.

## Argumento
Ako realmente no es una chica del instituto de secundaria. Ella es "Warrior Sailor Nurse", una brava guerrera con un uniforme al estilo del famoso anime Sailor Moon.
Tiene como misión derrotar a "Yoh-ma", que es un siniestro monstruo que posee vílmente el corazón de los humanos. Ako tratará de evitarlo. Un día "Yoh-ma" aparece ante un borracho que iba dando tumbos por la calle, y lo transforma en un monstruo borracho, y le ofrece la condición de que si ataca a Sailor Nurse, podrá beber eternamente.